# Lorymodes
Lorymodes is een geslacht van vlinders van de familie snuitmotten (Pyralidae), uit de onderfamilie Pyralinae.

## Soorten
- L. australis Viette, 1960
- L. digonialis (Hampson, 1906)
- L. lorymalis Hampson, 1906
- L. stenopteralis Hampson, 1917